# Vittorio Grilli (calciatore)
Vittorio Grilli (Milano, 7 maggio 1909 – ...) è stato un calciatore italiano, di ruolo centrocampista o attaccante.

## Carriera
Ala, dopo gli esordi nell'Emilio Tonoli di Milano-Bovisa, giocò per due stagioni in Serie A nella Pro Patria.
Successivamente militò nell'Abbiategrasso.